# Jay-Dee Geusens
Jay-Dee Geusens (Bélgica, 5 de marzo de 2002) es un futbolista belga que juega como centrocampista en el Al-Jazira Sporting Club de la UAE Pro League de los Emiratos Árabes Unidos.

## Trayectoria
Debutó en la Primera División de Bélgica con el K. R. C. Genk el 26 de septiembre de 2021 en un partido contra el R. F. C. Seraing.

## Estadísticas

### Clubes
Actualizado al último partido disputado el 18 de noviembre de 2022.
| Club                    | Div.          | Temporada     | Liga  | Liga  | Copas nacionales | Copas nacionales | Copas internacionales | Copas internacionales | Total | Total |
| Club                    | Div.          | Temporada     | Part. | Goles | Part.            | Goles            | Part.                 | Goles                 | Part. | Goles |
| ----------------------- | ------------- | ------------- | ----- | ----- | ---------------- | ---------------- | --------------------- | --------------------- | ----- | ----- |
| K. R. C. Genk · Bélgica | 1.ª           | 2021-22       | 1     | 0     | 0                | 0                | —                     | —                     | 1     | 0     |
| K. R. C. Genk · Bélgica | Total club    | Total club    | 1     | 0     | 0                | 0                | 0                     | 0                     | 1     | 0     |
| Jong Genk · Bélgica     | 2.ª           | 2022-23       | 14    | 3     | —                | —                | —                     | —                     | 14    | 3     |
| Jong Genk · Bélgica     | Total club    | Total club    | 14    | 3     | 0                | 0                | 0                     | 0                     | 14    | 3     |
| Total carrera           | Total carrera | Total carrera | 15    | 3     | 0                | 0                | 0                     | 0                     | 15    | 3     |